# Pterocryptis barakensis
Pterocryptis barakensis is een straalvinnige vissensoort uit de familie van de echte meervallen (Siluridae). De wetenschappelijke naam van de soort is voor het eerst geldig gepubliceerd in 2006 door Vishwanath & Nebeshwar Sharma.